# Río Tambo (Junín-Ucayali)
El río Tambo es un corto río del Perú, que constituye la parte superior del curso del río Ucayali, y, por tanto, parte también del curso principal del río Amazonas. El río Tambo discurre por la vertiente oriental de los Andes peruanos, en la parte central del país.

## Geografía
El río Tambo nace de la confluencia de los ríos río Perené y Ene, en el pueblo de Puerto Prado a 295 m s. n. m. en 11°10′07″S 74°14′16″O / -11.16861, -74.23778. 
Sus principales afluentes son los ríos:
- Cheni 11°16′32″S 73°42′22″O / -11.27556, -73.70611
- Enite 11°15′29″S 73°40′23″O / -11.25806, -73.67306
- Chapitiri 11°05′52″S 73°43′12″O / -11.09778, -73.72000
- Quempitiari 11°00′59″S 73°44′29″O / -11.01639, -73.74139
- Chembo 10°51′17″S 73°43′03″O / -10.85472, -73.71750

Tras recorrer 159 km, sus aguas confluyen con el río Urubamba en la ciudad de Atalaya a 228 m s. n. m. en 10°43′46″S 73°45′16″O / -10.72944, -73.75444, para formar el río Ucayali el cual luego se llega a juntar con el Marañón para finalmente formar el río Amazonas. Atalaya, o Puerto Atalaya, es la capital de la homónima provincia de Atalaya y contaba con 9 103 hab y 2185 viviendas según el censo nacional del 2007. 
Su régimen es regular, su caudal es de 295.6 m³.